# Монте Кристо (филм из 1929)
Монте Кристо (фр. Monte Cristo), или Гроф Монте Кристо (фр. Le Comte de Monte-Cristo), француски је неми авантуристички филм из 1929. године, режисера и сценаристе Анрија Фекура, заснован на истоименом роману Александра Диме. Главне улоге у филму тумаче Жан Анжело, Лил Даговер, Гастон Модо, Жан Тулу, Анри Дебан, Пјер Бачев, Робер Мерин и Бернхард Гецке.
Одавно заборављен, филм је прошао процес рестаурације од 1999. до 2006. под режијом Ленија Боргера, уз финансирање канала Arte. Скоро потпуна реконструкција филма састављена је од четири негатива пронађена у источноевропским архивима. Рестаурирани филм премијерно је приказан на Међународном филмском фестивалу у Сан Франциску 3. маја 2015. године.
Фекур је користио четири камермана да најбоље ухвати кретање, а добар део филма је снимљен на стварним локацијама које се помињу у роману, укључујући затвор Ифску тврђаву. Филм је похваљен као „епски тријумф неме кинематографије на свом врхунцу”, а одликује се и комбинацијом комерцијалне биоскопске драматике и техника које су користили француски импресионистички филмски ствараоци (укључујући микро-флешбекове, екстремне крупне планове, зип-панове, енергичну покретну камеру и екстремне промене фокуса). Водич за неми филм Британског филмског института пише да су „елеганција и оркестрација снимања филма изванредни” и хвали раскошне сцене у Париској опери и вили Монте Криста као „запањујуће раскошне”.

## Радња
Након што је Едмонд Дантес неправедно затворен на 20 година јер је недужно доставио писмо које му је поверено, он бежи са намером да се освети онима који су га оптужили.

## Улоге
| Глумац          | Улога                                             |
| --------------- | ------------------------------------------------- |
| Жан Анжело      | Едмонд Дантес, гроф од Монте Криста / опат Бузони |
| Лил Даговер     | Мерседес, грофица од Морсерфа                     |
| Гастон Модо     | Фернанд Мондего, гроф од Морсерфа                 |
| Жан Тулу        | Вилфор                                            |
| Мари Глори      | Валентина Вилфор                                  |
| Мишел Верли     | Жули Морел                                        |
| Пјер Бачев      | Албер од Морсерфа                                 |
| Тамара Стезенко | Хајдеја                                           |
| Франсоа Розе    | Максимилијан Морел                                |
| Жермен Кержан   | Карконта                                          |
| Анри Дебан      | Кадрус                                            |
| Робер Мерин     | Бенедето / Андреа Кавалканти                      |
| Ернест Мопан    | господин Морел                                    |
| Бернхард Гецке  | опат Фарија                                       |
| Арман Пуже      | Дантесов отац                                     |